# Zarifa Ghafari

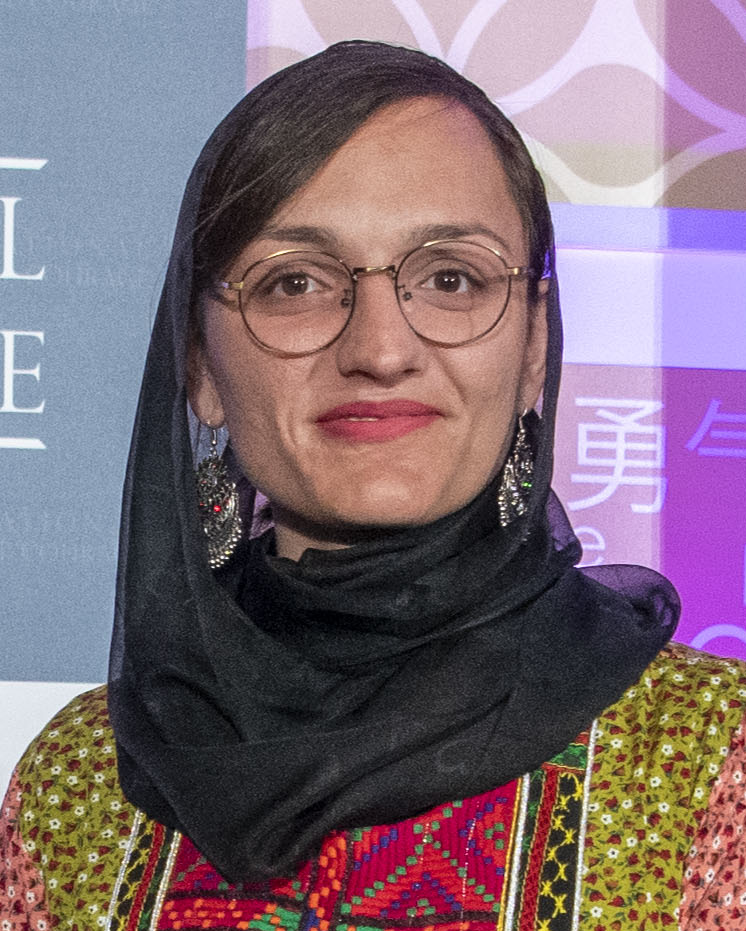
Zarifa Ghafari (2020)

Zarifa Ghafari (persisch ظریفه غفاری‎; * 1992 in Kabul) ist eine afghanische Kommunalpolitikerin. Seit Sommer 2018 war sie die Bürgermeisterin von Maidan Shahr, mit 35.000 Einwohnern die Hauptstadt der afghanischen Provinz Wardak. Mit 26 Jahren war sie bei ihrer Ernennung die jüngste Bürgermeisterin Afghanistans und eines von nur wenigen weiblichen Stadtoberhäuptern in dem Land.

## Werdegang
Ghafari ist die Tochter eines Soldaten und einer Physikerin und hat sieben jüngere Geschwister. Sie wurde 1992 in Kabul geboren, und ihre Familie gehört der Volksgruppe der Paschtunen an. Als Zarifa Ghafari vier Jahre alt war, übernahmen die Taliban die Macht in Afghanistan. Eine Nachbarin brachte Ghafari die englische Sprache bei, erst mit zwölf Jahren konnte sie nach einem Umzug ihrer Familie in die Provinz Paktia die Schule besuchen. Zur Schule führte sie ein einstündiger Fußweg, Ghafari war das einzige Mädchen an der Schule. Nach ihrem Schulabschluss absolvierte sie an der pakistanischen University of the Punjab ein Studium der Wirtschaftswissenschaft. Mit dem Geld, das sie neben dem Studium verdiente, baute sie in Afghanistan die Frauenvereine unterstützende NGO „Assistance and Promotion of Afghan Women“ (APAW) auf und gründete den auf junge Frauen als Hörerinnen ausgerichteten Radiosender Peghla FM in Wardak.
Ghafari bewarb sich als einzige Frau unter 138 Anwärtern in einer öffentlichen Ausschreibung um den Bürgermeisterposten in Maidan Shahr. Die afghanische Zentralregierung rekrutiert Bürgermeister durch Eignungstests, um durch Wahlen entstehende Kosten zu senken und das Risiko von Anschlägen durch die Taliban zu reduzieren. Als Ghafari im Sommer 2018 ihr Amt antreten wollte, versperrte ihr „ein Mob von Männern mit Stöcken“ den Weg und warf mit Steinen nach ihr. Die Polizei eskortierte sie daraufhin zurück nach Kabul, wo sie ihre Geschichte in sozialen Netzwerken bekannt machte. Beim zweiten Versuch, ihr Amt anzutreten, fand sie ihr Büro von Männern mit Maschinengewehren besetzt vor. Erst im Frühjahr 2019 konnte schließlich ihre Vereidigung stattfinden. Aus Sicherheitsgründen wohnte Ghafari nicht in der von ihr regierten Stadt, sondern in Kabul.
Als Bürgermeisterin eröffnete sie einen Markt nur für Frauen in Maidan Shahr und schuf so Arbeitsplätze für Frauen. Unter dem Motto „Saubere Stadt – grüne Stadt“ wirbt sie dafür, Altpapier und -metalle einzusammeln, die zum Nutzen der Gemeinde wieder verkauft werden sollen.
Der Vormarsch der Taliban in Afghanistan 2021 hat diese Aufbauarbeit beendet. Eigenen Aussagen zufolge war ihr nichts anderes übrig geblieben, als auf „ihre Ermordung (durch die Taliban) zu warten“. Am 18. August des Jahres wurde gemeldet, dass Ghafari mit einem Evakuierungsflug auf dem Weg nach Deutschland sei. Am 23. August erreichte sie zusammen mit Angehörigen den Flughafen Köln/Bonn, nachdem Ghafari über Islamabad und Istanbul gereist war.

## Öffentliche Wahrnehmung
Durch Porträts in der New York Times und der Neuen Zürcher Zeitung wurde Ghafari international bekannt. Die BBC wählte sie unter die hundert einflussreichsten und inspirierendsten Frauen von 2019, das Lifestylemagazin InStyle nahm sie in die Liste „Badass 50 2020“ der 50 härtesten Frauen des Jahres. Das Außenministerium der Vereinigten Staaten ehrte sie im März 2020 mit dem International Women of Courage Award.